# Đường Hà Nội, Hồng Kông
Đường Hà Nội (tiếng Trung: 河內道; tiếng Anh: Hanoi Road) là một con đường ở Tiêm Sa Chủy, Cửu Long, Hồng Kông. Hầu hết khối Tây của đường Hà Nội đều được tái quy hoạch vào khoảng đầu thập niên 2000 để phục vụ cho việc xây dựng khu phức hợp cao tầng The Masterpiece với trung tâm mua sắm K11 bên trong. Đường Hà Nội cũng là lối lên N1 và N2 của Trạm MRT Tiêm Sa Chủy (Tsim Sha Tsui MTR Station).